# 아마미 이름
아마미 이름(일본어: 奄美の名字)는 일본의 가고시마현에 속하는 아마미 제도에서 쓰이는 이름이다. 여기서는 1871년에 당시의 사쓰마번에 의하여 강제적으로 외자 성으로 개성당한 후의 이름의 특징에 대해 설명한다.

## 개요
사쓰마 번이 왜 아마미 제도의 주민에게 외자 성을 강요했는가에 대한 이유는 여러 가지 설이 있지만, 류큐 왕국과 아마미 제도를 복속시킨 사쓰마 번이 양자를 본토인과 구분하기 위해서라는 설이 유력하다. 본토인의 성이 주로 2자 주류인 반면, 오키나와섬의 성은 3자성이 주류였고, 이에 따라 아마미 제도의 성은 외자 성으로 만들어 출신지에 따른 구별을 용이하게 하려 했다는 것이다.
| 隆（다카시/たかし） | 基（모토이/もとい） | 押（오사에/おさえ） |
| 麓（후모토/ふもと） | 慶（이와이/いわい） | 平（다이라/たいら)  |
| 時（도키/とき）     | 稲（이나/いな）     | 政（쓰카사/つかさ） |
| 太（후토리/ふとり） | 和（니기/にぎ）     | 碇（이카리/いかり） |
| 鎮（진/ちん）       | 屋（오쿠/おく）     | 鼎（가나에/かなえ） |
| 保（다모쓰/たもつ） | 芝（시바/しば）     | 福（후쿠/ふく）     |
| 豊（도요/とよ）     | 武（다케/たけ）     | 実（미노루/みのる） |
| 富（도미/とみ）     | 西（니시/にし）     | 泰（야스/やす）     |
| 林（하야시/はやし） | 積（세키/せき）     | 泉（이즈미/いずみ） |
| 東（히가시/ひがし） | 森（모리/もり）     | 郡（고리/ごおり）   |
| 加（구와에/くわえ） | 中（아타리/あたり） | 住（스미/すみ）     |
| 長（오사/おさ）     | 渡（와타리/わたり） | 隣（도나리/となり） |
| 向（무카이/むかい） | 岡（오카/おか）     | 柏（가시와/かしわ） |
| 栄（사카에/さかえ） | 信（신/しん）       | 榊（사카키/さかき） |
| 祷（이노리/いのり） | 伊（이이/いい）     | 南（미나미/みなみ） |
| 築（지쿠/ちく）     | 昇（노보리/のぼり） | 嘉（요시미/よしみ） |
| 滝（다키/たき）     | 牧（마키/まき）     | 里（사토/さと）     |
| 麻（아사/あさ）     | 仰（오오기/おおぎ） | 得（도쿠/とく）     |
일본의 성명은 기본적으로 지명에 기초한 것들이 많지만, 아마미의 외자 성은 지명보다는 2자성의 일부를 취한 것과 길하다고 여겨지는 의미의 글자나 소망을 나타내는 글자가 많은 점이 특징이다.
메이지 시대 이후에는 일본 본토에서의 차별과 이질적인 것에 대한 관심을 우려한 나머지 일본식 2자성으로 개성한 예가 많다.
또한, 조선에서도 외자 성이 주류인 탓에 간토 대지진 조선인 학살사건 때는 아마미 제도 출신자들이 조선인으로 오해받고 학살당하기도 했다.
또한 아마미 제도에 원래 2자, 3자성이 없었던 것은 아니다. 이것은 사쓰마 번에서 파견된 관리들에 의해 정착한 것으로 보인다. 이에는 吉野 요시노[*], 山口 야마구치[*], 有村 아리무라[*], 豊島 도요시마[*],元山 모토야마[*], 山元 야마모토[*], 田畑 다바타[*]등이 있다.

## 아마미 외자 성을 쓰는 유명인
- 中（아타리/あたり）　中孝介 (아타리 고스케)/가수
- 文（가자리/かざり）　文英吉 (가자리 에이키치)/민속학자
- 元（하지메/はじめ）　元ちとせ (하지메 지토세)/가수